# Abhaynagar
Abhaynagar è un sottodistretto (upazila) del Bangladesh situato nel distretto di Jessore, divisione di Khulna. Si estende su una superficie di 247,21 km² e conta una popolazione di 262.434 abitanti (dato censimento 1991).